# Adam Farouk
Adam Farouk (Parijs, 12 december 1985) is een Frans-Marokkaans voetballer die als verdediger voor RBC Roosendaal speelde.

## Carrière
Adam Farouk speelde tot 2004 voor het Franse Racing Club de France, en werd in 2004 ook geselecteerd voor het Marokkaans voetbalelftal onder 19. In 2004 kwam hij, na een proefwedstrijd,  bij RBC Roosendaal, waar hij op 14 augustus 2004 in de met 2-5 verloren thuiswedstrijd tegen PSV debuteerde in de Eredivisie. Hij kwam in de 81e minuut in het veld voor Tim Smolders. In het seizoen 2004/05 speelde hij 13 wedstrijden voor RBC Roosendaal. Hij raakte geblesseerd aan zijn meniscus en moest meerdere operaties ondergaan en zijn contract werd niet verlengd. Hij keerde in 2005 terug bij Racing Club de France. Hierna speelde hij nog voor Olympique Noisy-le-Sec. 

### Statistieken
| Seizoen                    | Club                   | Land           | Competitie                    | Competitie | Competitie | Beker | Beker | Totaal | Totaal |
| Seizoen                    | Club                   | Land           | Competitie                    | Wed.       | Dlp.       | Wed.  | Dlp.  | Wed.   | Dlp.   |
| -------------------------- | ---------------------- | -------------- | ----------------------------- | ---------- | ---------- | ----- | ----- | ------ | ------ |
| 2004/05                    | RBC Roosendaal         | Nederland      | Eredivisie                    | 13         | 0          | 1     | 0     | 14     | 0      |
| 2008/09                    | Olympique Noisy-le-Sec | Frankrijk      | Championnat de France amateur | 23         | 1          | 1     | 0     | 24     | 1      |
| 2010/11                    | Olympique Noisy-le-Sec | Frankrijk      | Championnat de France amateur | 29         | 1          | 0     | 0     | 29     | 1      |
| Carrièretotaal             | Carrièretotaal         | Carrièretotaal | Carrièretotaal                | 65         | 2          | 2     | 0     | 67     | 2      |
| Bijgewerkt op 24 juni 2018 |                        |                |                               |            |            |       |       |        |        |